# Преображенка (Покровський район)
Преображе́нка — село Покровської міської громади Покровського району Донецької області, в Україні. У селі мешкає 56 людей.

## Загальні відомості
Відстань до райцентру становить близько 34 км і проходить автошляхом Т 0515.

## Транспорт
До села проходить автомобільна дорога місцевого значення С050926 Преображенка — Запоріжжя (5,8 км).

## Населення
За даними перепису 2001 року населення села становило 56 осіб, із них 92,86 % зазначили рідною мову українську та 7,14 % — російську.